# 갤럭시 히어로즈: 라쳇 앤 클랭크
《갤럭시 히어로즈: 라쳇 앤 클랭크》(영어: Ratchet & Clank)는 2016년 개봉한 미국의 애니메이션 영화이다. 《라쳇 & 클랭크 시리즈》의 첫 게임 《라쳇 & 클랭크》를 원작으로 한다.

## 출연
- 제임스 아놀드 테일러 : 라쳇 역
- 폴 지아마티 : 드렉 역
- 벨라 손 : 코라 역
- 데이비드 카에 : 클랭크 역
- 브래드 스웨일 : 올리 역
- 이안 제임스 코렛 : 브락스 역
- 존 굿맨 : 그림로스 역
- 로사리오 도슨 : 엘라리스 역
- 실베스터 스탤론 : 빅터 역
- 짐 워드 : 캡틴 쿼크 역
- 아민 쉬머만 : 네파리우스 박사 역
- 알레산드로 줄리아니 : 솔라나 참전 용사 역
- 리 톡카 : 미스터 마이크론 역

## 같이 보기
- 비디오 게임을 원작으로 한 영화 목록